# Đường hầm Višňové
Đường hầm Višňové (tiếng Slovakia: Tunel Višňové) là một đường hầm đường cao tốc hai ống nằm trên đoạn giữa Lietavská Lúčka và Dubná Skala của đường cao tốc D1, thuộc địa phận vùng Žilina, Slovakia. Chiều dài của đường hầm này là 7.445 mét. Sau khi đưa vào vận hành, đường hầm Višňové sẽ trở thành đường hầm vận tải dài nhất ở Slovakia. Trong trường hợp đường hầm đường cao tốc Carpathian trên đường cao tốc D4 được xây dựng đúng theo kế hoạch, đường hầm Višňové sẽ là đường hầm đường cao tốc dài thứ hai ở Slovakia.

## Lịch sử
Đường hầm Višňové chính thức được đào ở trục của ống hầm phía Nam vào tháng 5 năm 1998. Buổi lễ đặt viên đá đầu tiên của công trình có sự hiện diện của Thủ tướng lúc bấy giờ là Vladimír Mečiar. Một số vấn đề địa chất bất ngờ xuất hiện trong quá trình đào đường hầm này, trong số đó vấn đề nghiêm trọng nhất là dòng nước lớn. Do đó, việc xây dựng cả hai ống của đường hầm bị hoãn lại đến năm 2003, sau đó bị hoãn tiếp đến năm 2007. Vào ngày 16 tháng 10 năm 2009, viên đá đầu tiên của công trình ở cổng phía đông được đặt với sự hiện diện của Thủ tướng lúc bấy giờ là Robert Fico. Đường hầm Višňové sẽ được bàn giao đầy đủ đưa vào sử dụng vào cuối năm 2023.